# Industrielles Kennzeichnen
Industrielles Kennzeichnen bedeutet die Kenntlichmachung von Orten, Anlagen, Maschinen und Komponenten, die der industriellen Produktion dienen. Während die Produktkennzeichnung die Verbraucher oder weiterverarbeitende Unternehmen adressiert, wirkt die industrielle Kennzeichnung im Rahmen des Produktionsprozesses als zentrales Ordnungs- und Orientierungselement. Als Sonderfall ist es zu bezeichnen, wenn eine Produktkennzeichnung gleichzeitig zu industriellem Kennzeichnen wird, so zum Beispiel bei der Kennzeichnung von Maschinen im Maschinenbau.

## Funktionen der industriellen Kennzeichnung
Bei der industriellen Kennzeichnung kommen folgenden Funktionen zentrale Bedeutung zu: Sicherheit, Dokumentation von Normentreue, Hersteller- und Leistungsnachweis (Typenschild), Rückverfolgbarkeit, Identifikation, Wiederauffindbarkeit und Plagiatschutz.

## Arten der Kennzeichnung

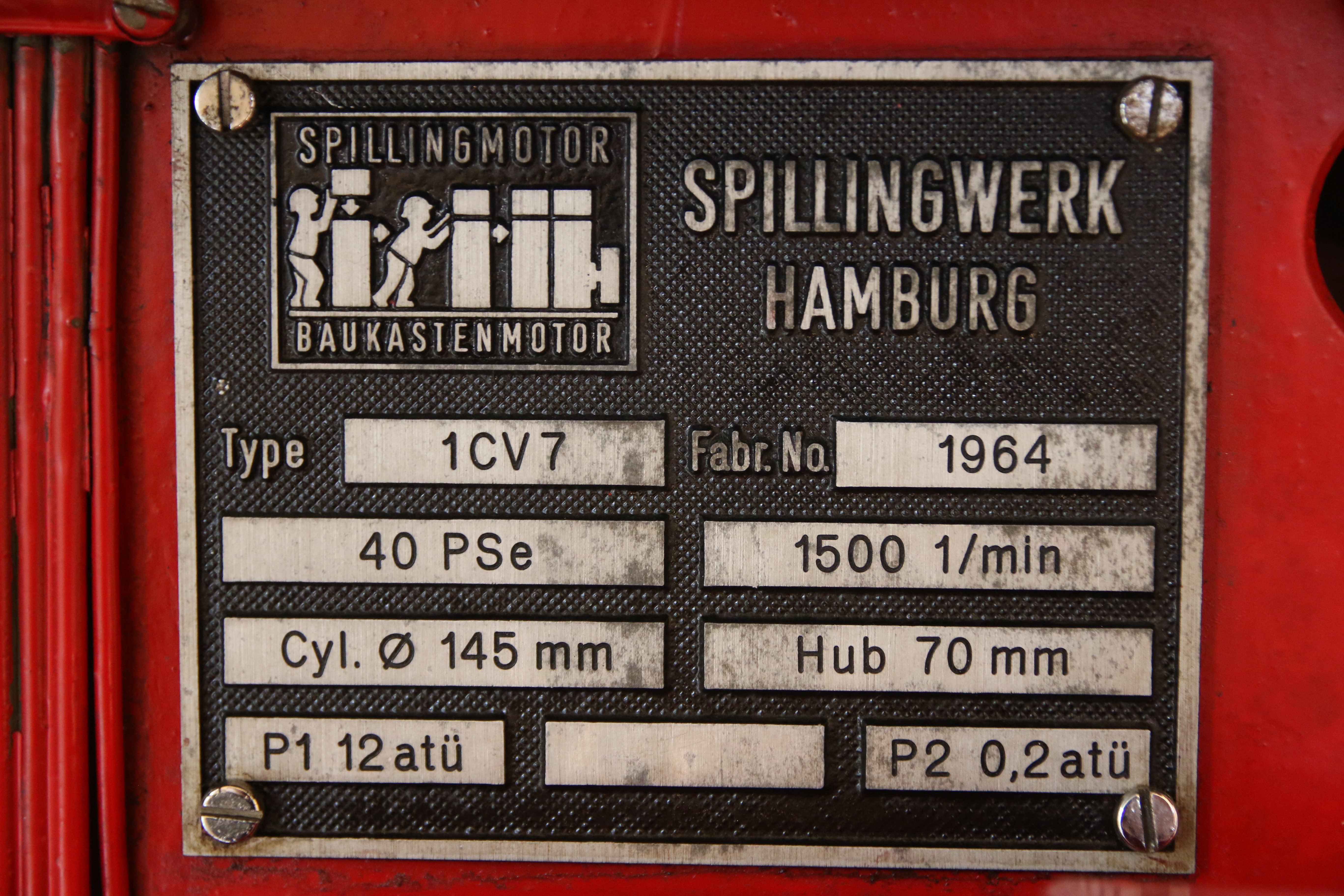
Typenschild eines Dampfmotors

Die Kennzeichnung erfolgt als Direktkennzeichnung unmittelbar auf dem zu kennzeichnenden Gegenstand, oder als Mediumskennzeichnung auf unterschiedlichen Trägermaterialien (meist Metall, Kunststoff oder Folie).
Bei der Direktkennzeichnung wird die Markierung ohne Zwischenmedium direkt auf Maschinen, Komponenten und andere zu kennzeichnende Gegenstände aufgebracht. Dazu gibt es unterschiedliche Techniken.
Bei der Mediumskennzeichnung hingegen findet ein Trägermedium Verwendung, das zunächst beschriftet – und dann am zu kennzeichnenden Gegenstand angebracht wird. Als Trägermedien für industriell eingesetzte Kennzeichen kommen Folien, Mehrschichtmaterialien, Metalle und Kunststoffe zum Einsatz.
Als Darstellungsformen werden zumeist eingesetzt:
- Klartext in Buchstaben und Ziffern (unterschiedlicher Sprachen)
- Symbole
- Strichcode (1D-Code)
- 2D-Code
- RFID-Tags

## Anforderungen an die Kennzeichen
Da viele in Produktionsprozessen eingesetzte Kennzeichen regelmäßigen Belastungen (hohe Temperaturen, chemische und physische Strapazen) ausgesetzt sind, gehört eine hohe Beständigkeit zu den zentralen Anforderungen industrieller Kennzeichen. Auch die gute Lesbarkeit (insbesondere von Codes) zählt zu den häufig gestellten Anforderungen. 

Schließlich sind viele Kennzeichnungsinhalte auch in mehrfarbiger Darstellung erforderlich, so zum Beispiel bei der Sicherheitskennzeichnung.

## Herstellung von Kennzeichen
Es gibt unterschiedliche Herstellungsverfahren für industrielle Kennzeichen, die sich in zwei große Bereiche aufteilen.
Für die Direktkennzeichnung als unmittelbare Markierung von Produktionsmitteln (Maschinen, Geräte, Kessel, Rohre etc.) werden zumeist folgende Verfahren genutzt:
- Mechanische Gravur
- Laserbeschriftung
- Nadel-/Ritzmarkierer
- Schlagstempel

Für die Mediumskennzeichnung werden beim industriellen Kennzeichnen vor allem folgende Herstellungsverfahren eingesetzt:

- CO2-Laser (Kohlendioxidlaser)
- Eloxal-Unterdruck-Verfahren (Eloxal-Verfahren)
- Faser-Laser
- Kristall-Laser (Festkörperlaser)
- Mechanische Gravur
- Nadel-, Ritzmarkierer
- PrintoLUX-Verfahren
- Siebdruck
- Solvent-Druck (Foliendruck)
- Stiftplotter (Plotter)
- Thermotransferdruck (Thermodruck)
- UV-Direktdruck[3][4]